# الک سو
الک سو یو-پنگ (چینی: 蘇有朋؛ پین‌یین: Sū Yǒupéng؛ زادهٔ ۱۱ سپتامبر ۱۹۷۳) بازیگر، خواننده، تهیه‌کننده و کارگردان اهل تایوان است. سو در دههٔ ۱۹۸۰ به عنوان عضو گروه پسرانه شیائو هو دوییبه شهرت رسید. او به عنوان "Obedient Tiger" (乖乖虎) شناخته می‌شود. از آثاری که در آنها ایفای نقش کرده است می‌توان به پیام، قاتلان و بازگشت به ۱۹۴۲ اشاره کرد. او همچنین برندهٔ جوایزی همچون جایزه صد گل شده است.